# ビアンツェ
ビアンツェ（伊: Bianzè）は、イタリア共和国ピエモンテ州ヴェルチェッリ県にある、人口約2,000人の基礎自治体（コムーネ）。

## 地理

### 位置・広がり
| 隣接するコムーネは以下の通り。 - ボルゴ・ダーレ - リヴォルノ・フェッラーリス - モンクリヴェッロ - ロンセッコ - トリーノ - トロンツァーノ・ヴェルチェッレーゼ |